# Bonniers månadstidning
Bonniers månadstidning var en svensk damtidning som startades 1930 och hette så fram till 1956, därefter skiftande namnet något men den kom att bestå fram till 1968. Den grundades av Åhlén & Åkerlunds förlag i Stockholm. 
Första året utgavs även ett särskilt nummer med anledning av Stockholmsutställningen 1930. Åren 1956–60, 1962 och 1968 utgavs tidningen som "Eva: Bonniers månadstidning" (förlaget hade 1925–26 utgivit "Eva: den mondäna damtidningen"), 1961 som "Eva Continental: modetidningen – resetidningen" (efter sammanslagning med den av Editions Albon i Paris utgivna och av Åhlén & Åkerlunds förlag distribuerade "Continental: nyckeln till Europa") och 1963–64 som "Elegant: Bonniers månadstidning".